# Peter Olayinka
Peter Oladeji Olayinka (Ibadan, 16 novembre 1995) è un calciatore nigeriano, attaccante della Stella Rossa e della nazionale nigeriana.

## Carriera

### Club
Il 31 agosto 2014 viene acquistato a titolo definitivo dallo Skënderbeu che versa nelle casse del Bylis Ballsh 30.000 euro, con cui sottoscrive un contratto triennale con scadenza il 30 giugno 2017.
Il 10 dicembre 2015 viene trovato l'accordo per il suo trasferimento a titolo definitivo alla squadra belga del Gent per 1,1 milioni di euro, a partire dal 4 gennaio 2016, data in cui apre il calciomercato invernale.
Per la stagione 2016-2017 viene ceduto in prestito per una stagione al Dukla Praga, mentre nella stagione successiva, la 2017-2018 viene mandato, sempre in prestito allo Zulte Waregem.
Il 21 luglio 2018 passa a titolo definitivo per 3,2 milioni di euro alla squadra ceca dello Slavia Praga, dove sceglie di vestire la maglia numero 9 e con cui firma un contratto quadriennale con scadenza il 30 giugno 2022.
Il 17 settembre 2019 segna il suo primo gol in Champions League contro l'Inter.

### Nazionale
Il 4 ottobre 2019 riceve la sua prima convocazione dalla nazionale nigeriana per la partita amichevole contro il Brasile del 13 ottobre 2019. In occasione della stessa partita debutta con la selezione africana rilevando all'89' Samuel Chukwueze.

## Statistiche

### Presenze e reti nei club
Statistiche aggiornate al 3 aprile 2021.
| Stagione            | Squadra             | Campionato          | Campionato | Campionato | Coppe nazionali | Coppe nazionali | Coppe nazionali | Coppe continentali | Coppe continentali | Coppe continentali | Altre coppe | Altre coppe | Altre coppe | Totale | Totale |
| Stagione            | Squadra             | Comp                | Pres       | Reti       | Comp            | Pres            | Reti            | Comp               | Pres               | Reti               | Comp        | Pres        | Reti        | Pres   | Reti   |
| ------------------- | ------------------- | ------------------- | ---------- | ---------- | --------------- | --------------- | --------------- | ------------------ | ------------------ | ------------------ | ----------- | ----------- | ----------- | ------ | ------ |
| 2012-2013           | Bylis Ballsh        | KS                  | 14         | 0          | CA              | 10              | 3               | -                  | -                  | -                  | -           | -           | -           | 24     | 3      |
| 2013-2014           | Yenicami            | BK                  | 0          | 0          | CC              | 0               | 0               | -                  | -                  | -                  | -           | -           | -           | 0      | 0      |
| 2014-2015           | Skënderbeu          | KS                  | 15         | 6          | CA              | 2               | 3               | UCL                | 0                  | 0                  | SA          | 0           | 0           | 17     | 9      |
| 2015-gen. 2016      | Skënderbeu          | KS                  | 18         | 10         | CA              | 3               | 0               | UCL+UEL            | 1+5                | 0                  | SA          | 0           | 0           | 27     | 10     |
| Totale Skënderbeu   | Totale Skënderbeu   | Totale Skënderbeu   | 33         | 16         |                 | 5               | 3               |                    | 6                  | 0                  |             | 0           | 0           | 44     | 19     |
| gen.-giu. 2016      | Gent                | PL                  | 0          | 0          | CB              | 0               | 0               | UCL                | -                  | -                  | SB          | -           | -           | 0      | 0      |
| 2016-2017           | Dukla Praga         | 1L                  | 29         | 6          | CR              | 3               | 1               | -                  | -                  | -                  | -           | -           | -           | 32     | 7      |
| 2017-2018           | Zulte Waregem       | PL                  | 24+11      | 8+3        | CB              | 1               | 0               | UEL                | 4                  | 0                  | SB          | 1           | 0           | 41     | 11     |
| 2018-2019           | Slavia Praga        | 1L                  | 24         | 6          | CR              | 5               | 0               | UCL+UEL            | 1+9                | 0                  | -           | -           | -           | 39     | 6      |
| 2019-2020           | Slavia Praga        | 1L                  | 20         | 4          | CR              | 0               | 0               | UCL                | 8                  | 1                  | -           | -           | -           | 28     | 5      |
| 2020-2021           | Slavia Praga        | 1L                  | 24         | 6          | CR              | 2               | 1               | UCL+UEL            | 2+11               | 1+3                | -           | -           | -           | 39     | 11     |
| 2021-2022           | Slavia Praga        | 1L                  | 24         | 6          | CR              | 3               | 1               | UCL+UEL+UECL       | 2+1+10             | 0+0+4              | -           | -           | -           | 40     | 11     |
| 2022-2023           | Slavia Praga        | 1L                  | 23         | 11         | CR              | 2               | 2               | UECL               | 11                 | 4                  | -           | -           | -           | 36     | 17     |
| Totale Slavia Praga | Totale Slavia Praga | Totale Slavia Praga | 115        | 33         |                 | 12              | 4               |                    | 55                 | 13                 |             | -           | -           | 182    | 50     |
| 2023-2024           | Stella Rossa        | SL                  | 35         | 11         | KS              | 2               | 1               | UCL                | 5                  | 0                  | -           | -           | -           | 42     | 12     |
| 2024-2025           | Stella Rossa        | SL                  | 5          | 2          | KS              | 0               | 0               | UCL                | 3                  | 0                  | -           | -           | -           | 8      | 2      |
| Totale Stella Rossa | Totale Stella Rossa | Totale Stella Rossa | 40         | 13         |                 | 2               | 1               |                    | 8                  | 0                  |             | -           | -           | 50     | 14     |
| Totale carriera     | Totale carriera     | Totale carriera     | 266        | 79         |                 | 33              | 12              |                    | 73                 | 13                 |             | 1           | 0           | 373    | 104    |

### Cronologia presenze e reti in nazionale
| Cronologia completa delle presenze e delle reti in nazionale ― Nigeria | Cronologia completa delle presenze e delle reti in nazionale ― Nigeria | Cronologia completa delle presenze e delle reti in nazionale ― Nigeria | Cronologia completa delle presenze e delle reti in nazionale ― Nigeria | Cronologia completa delle presenze e delle reti in nazionale ― Nigeria | Cronologia completa delle presenze e delle reti in nazionale ― Nigeria | Cronologia completa delle presenze e delle reti in nazionale ― Nigeria | Cronologia completa delle presenze e delle reti in nazionale ― Nigeria |
| Data                                                                   | Città                                                                  | In casa                                                                | Risultato                                                              | Ospiti                                                                 | Competizione                                                           | Reti                                                                   | Note                                                                   |
| ---------------------------------------------------------------------- | ---------------------------------------------------------------------- | ---------------------------------------------------------------------- | ---------------------------------------------------------------------- | ---------------------------------------------------------------------- | ---------------------------------------------------------------------- | ---------------------------------------------------------------------- | ---------------------------------------------------------------------- |
| 13-10-2019                                                             | Singapore                                                              | Brasile                                                                | 1 – 1                                                                  | Nigeria                                                                | Amichevole                                                             | -                                                                      | 89’                                                                    |
| 3-6-2021                                                               | Wiener Neustadt                                                        | Nigeria                                                                | 0 – 1                                                                  | Camerun                                                                | Amichevole                                                             | -                                                                      |                                                                        |
| 19-1-2022                                                              | Garoua                                                                 | Guinea-Bissau                                                          | 0 – 2                                                                  | Nigeria                                                                | Coppa d'Africa 2021 - 1º turno                                         | -                                                                      | 57’                                                                    |
| 23-1-2022                                                              | Garoua                                                                 | Nigeria                                                                | 0 – 1                                                                  | Tunisia                                                                | Coppa d'Africa 2021 - Ottavi di finale                                 | -                                                                      | 60’                                                                    |
| Totale                                                                 |                                                                        | Presenze                                                               | 4                                                                      |                                                                        | Reti                                                                   | 0                                                                      |                                                                        |

## Palmarès

### Club

#### Competizioni nazionali
- Supercoppa d'Albania: 1

Skënderbeu: 2014
- Campionato albanese: 1

Skënderbeu: 2014-2015
- Campionato ceco: 3

Slavia Praga: 2018-2019, 2019-2020, 2020-2021
- Coppa della Repubblica Ceca: 3

Slavia Praga: 2018-2019, 2020-2021, 2022-2023
- Campionato serbo: 2

Stella Rossa: 2023-2024, 2024-2025
- Coppa di Serbia: 2

Stella Rossa: 2023-2024, 2024-2025

### Individuale
- Capocannoniere della Coppa di Serbia: 1

2023-2024 (3 reti)